# 佐竹義武
佐竹 義武は、佐竹氏の人物。
- 戦国時代の人物。通称は又三郎。佐竹義治の子。久慈郡久米城を与えられて、久米義武と称して常陸久米氏の祖となった。後に山入義知の攻撃を受けて戦死し、男子がなかったために、弟の佐竹義信が養子として後を継いだ。
- 江戸時代の人物。佐竹西家。本項で詳述する（下記を参照）。
- 江戸時代の人物。佐竹東家。佐竹義智の長男として生まれるが早世。代わって弟の宇都宮武綱（改め佐竹義路）が東家を継いだ。

## 佐竹義武 (西家)
佐竹 義武（さたけ よしたけ、延宝2年7月10日（1674年8月11日） - 元禄9年10月4日（1696年10月29日））は、江戸時代の人物。佐竹氏一門の佐竹西家10代当主。佐竹西家・大館4代所預。
父は佐竹義房。養子は佐竹義方。通称は六郎。
延宝2年（1674年）、大館城代佐竹義房の子として生まれる。父の跡を継ぎ大館城代となった。
貞享4年（1687年）、大館八幡神社の正八幡宮と若宮八幡宮を創建した。元禄9年（1696年）死去。享年23。
家督は東家佐竹義秀の末子亥之助（義方）が相続した。